# Karabin maszynowy DA
Diegtiariow Awiacjonnyj (DA) – lotnicza wersja rkm-u DP, wprowadzona na uzbrojenie Armii Czerwonej w 1928 r.
Przystosowując karabin do nowych celów, usunięto zbędną osłonę lufy, tłumik płomieni, celownik krzywkowy i kolbę. Przekonstruowano bezpiecznik. W przedniej części komory zamkowej pojawił się pierścień mocujący karabin do podstawy lotniczej. Nowe przyrządy celownicze składały się z muszki-wiatrowskazu i celownika kołowego. W miejscu kolby pojawiły się dwie rękojeści: górna i dolna. Inną konstrukcję miał też magazynek. Był to nadal magazynek talerzowy, ale miał mniejszą średnicę. Ponieważ naboje są w nim ułożone w kilku warstwach, jest on wyższy (pojemność 63 naboje). Do gniazda wyrzutowego zamocowano zbieracz łusek.
Karabin ten miał także wersję zdwojoną, nazwaną DA-2, wprowadzoną w 1930 roku. W wersję DA-2 uzbrojone były samoloty bombowe: TB-1 i TB-3. Obie wersje zostały wycofane z uzbrojenia po pojawieniu się w połowie lat trzydziestych karabinu maszynowego SzKAS. W latach II wojny światowej wersja DA-2 była używana w naziemnych stanowiskach obrony przeciwlotniczej.

## Opis techniczny
Karabin maszynowy DA był lotniczą bronią samoczynną. Zasada działania oparta na odprowadzaniu gazów prochowych przez boczny otwór w lufie, ryglowanie ryglami wychylnymi rozsuwanymi przez iglicę. Strzelanie z zamka otwartego seriami. Zasilanie magazynkowe (magazynek talerzowy na 126 naboi). Lufa niewymienna.